# Michael Engelhardt (Maler)
Michael Engelhardt (* 16. Oktober 1952 in Erlangen) ist ein deutscher Maler.

## Biographie
Im Alter von 12 Jahren erstellte Michael Engelhardt erste eigenständige Ölbilder. Nach seinem Abitur am Gymnasium Fridericianum in Erlangen nahm er 1973 sein Studium an der Akademie der Bildenden Künste in Nürnberg in den Klassen von Clemens Fischer und Günter Voglsamer auf. Zwischen 1974 und 1980 hatte er jährliche Studienaufenthalte bei Matthijs Röling im niederländischen Ezinge, Professor an der Academie Minerva in Groningen. Von 1978 bis 1980 gehörte er der Meisterklasse von Rudolf Hausner an der Akademie der bildenden Künste Wien an.
Seit 1980 ist Michael Engelhardt als freischaffender Künstler tätig, 1989 als Assistent bei Rudolf Hausner. Von 1991 bis 2018 war er Mitglied im Künstlersonderbund in Deutschland e. V. Realismus der Gegenwart. Von 1993 bis 2005 war er Sociétaire der Association du Salon d’Automne in Paris.
Bis 2019 schuf Engelhardt ein Werk von über 500 Gemälden in der Tradition des Magischen Realismus. 2015 erstellte er ein Porträt von Karl-Dieter Grüske, dem ehemaligen Präsidenten der Universität Erlangen-Nürnberg, das nun im Treppenhaus der Universität hängt.

„Seit nunmehr rund 50 Jahren lotet der ehemalige Meisterschüler von Rudolf Hausner […] Reales und Irreales aus, oszilliert seine Malerei zwischen sinnlich Gegenständlichem und visuell Imaginiertem. Dabei fasziniert die technische Perfektion, mit der diese sehr persönliche Bildwelt mit hoher Suggestionskraft entsteht und den Betrachter in seinen Bann zieht.“

Der Kunsthistoriker Joachim Stark schrieb 2009 über die Kunst von Engelhardt: „Auf den zweiten und dritten Blick wird der Betrachter von Engelhardts Bildern in den dargestellten Dingen und Oberflächen Erscheinungen gewahr, die die Solidität der dargestellten Objekte als Illusion offenbaren. Die Objekte, Landschaften und Figuren scheinen ein Geheimnis zu bergen, das dem aufmerksamen Betrachter angedeutet wird. Engelhardts Credo könnte vielmehr in der Nachfolge Leonardo da Vincis herrühren: das Unsichtbare sichtbar zu machen als vornehmste Aufgabe der Malerei.“
Von Oktober 2019 bis März 2020 waren 89 Werke von Michael Engelhardt unter dem Titel Wunder Leben im Schlossmuseum Aschaffenburg ausgestellt.

## Ehrungen
1976 erhielt Engelhardt den Kulturförderpreis der Stadt Erlangen und 1997 den Anerkennungspreis der Nürnberger Nachrichten. 2001 erhielt er den Recherche de la Qualité, eine Auszeichnung des Ordre de Saint Fortunat und 2011 den Publikumspreis des Dornumer Kulturpreises. 2018 wurde sein Lebenswerk mit dem Preis der Kulturstiftung Erlangen gewürdigt.

## Privates
Seit 1987 ist Michael Engelhardt mit Ilse Fath verheiratet. Er nennt sie „die Frau mit den drei M’s“: Muse, Modell und Managerin.

## Ausstellungen (Auswahl)
1975
- Galerie Sevrugian und Bahls, Heidelberg

1978, 1985, 1988 und 1993
- Galerie Rutzmoser, München

1988
- Alte Scheune, Forchheim

1990
- Stadtmuseum Erlangen, Erlangen

1994
- Galerie Hausers Tafel, Erlangen

1998
- Neue Galerie Erlangen

2000
- Michael Engelhardt und Peter König – Zwei Tendenzen realistischer Malerei, Kunsthaus Nürnberg

2002
- Michael Engelhardt, 35 Jahre Malerei, Kunstmuseum Erlangen

2005
- Michael Engelhardt – Ölbilder und Zeichnungen, Galerie Akum, Wien

2010
- Präzision der Gefühle – Reiseaquarelle, -zeichnungen und Malerei, Kunstverein Erlangen

2011
- Michael Engelhardt zeigt Malerei und Zeichnungen, Schloss Adlitz

2012
- Michael Engelhardt, Orte der Poesie, Stadttheater Fürth

2017
- Poetischer Realismus & Skulptur. Michael Engelhardt & Kuno Vollet, Galerie Jacobsa, Nürnberg

2019/20
- Wunder Leben – Michael Engelhardt, Schlossmuseum Aschaffenburg

sowie Teilnahme an zahlreichen Gruppenausstellungen